# Gilles de Mauglas
Gilles de Mauglas, ou de Maulaix, mort le 28 juillet 1294, est un prélat français du XIIIe siècle.

## Biographie
Gilles de Mauglas est chanoine à Cambrai. À la mort de Gilles de Chastelet, il y a deux concurrents à l'évêché de Nevers. Ils déposent leurs prétentions entre les mains du pape Honorius IV, qui nomme Gilles et le recommande au roi. 
En 1289, Gilles est choisi comme arbitre dans le différend entre Guillaume de Grez, évêque d'Auxerre, et Robert, du jeune Louis de Nevers, comte de Flandre, à propos de la ville de   Cosne.
Il est évêque de Nevers de 1284 à 1294.